# Мамонич, Леонтий Козьмич

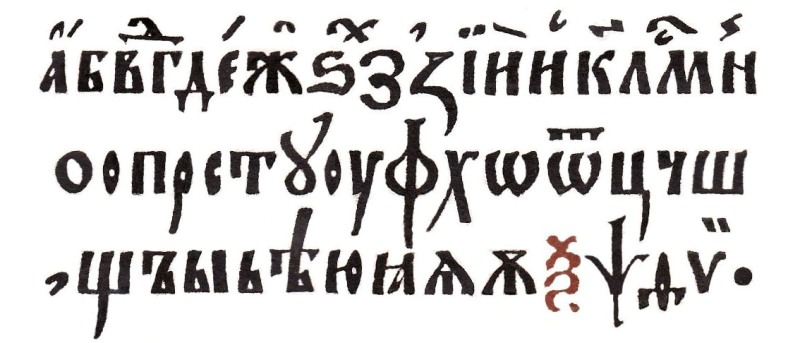
Шрифт типографии Мамоничей

Леонтий (Лев, Леон) Козьмич (Кузьмич) Мамонич (годы рождения и смерти — неизвестны) — купец, книгоиздатель и поэт Великого княжества Литовского.

## Биография
Представитель второго поколения семьи Мамоничей, которая играла заметную роль в культурной жизни Великого княжества Литовского конца XVI — начала XVII в..
В частности, отец Леонтия — Козьма (Кузьма) Иванович со своим братом Лукой (Лукашем) Ивановичем основали с помощью белорусского печатника Петра Мстиславца при их доме в Вильно типографию «Дом Мамоничей», которая в 1574 — 1623 годах существовала на их средства и к 1623 году издавшая около 85 изданий. У Мамоничей была собственная «бумажная мельница» в местечке Повильно около Вильно.
Леонтий ещё «юная возърастом» работал в типографии Мамоничей, учась редактированию книг, а затем взял издательство в свои руки. После смерти Кузьмы 16 июля 1607 года Леон унаследовал типографию.
Первое своё самостоятельное издание — «Псалтырь» (Вильно, 1593) Леонтий посвятил своему дяде Луке (Лукашу) Мамоничу, который постоянно заботился «о книгах богодухновенных и полезных к научению людей и дЂтей христианъских закона греческаго языка словеньскаго». Имя Леонтия в выходный данных изданий появляется в 1609 году. Однако с начала XVII века Леонтий начинает печатать книги униатского направления, а после смерти старших Мамоничей типография Леонтия становится полностью униатской.
Возможно, с ними сотрудничал виленский типограф Василий Гарабурда, издавший в 1582 (или 1580) Октоих.

## Избранные издания Леонтия Мамонича
- На герб зацного дому єго м[илос]ти пана Лукаша Ивановича Мамонича, старосты Дисненьского и скарбного Великого князства Литовского и проч. (1593)
- На герб его м[илос]ти пана Симеона Войны. (1595)
- На герб ясневелможнаго пана, єго милости, пана Лео Сапеги, канцълЂра найвышьшого Великого князьства Литовского, Перънавъского и прочых старосты. (1609)
- Епикграмма (1617)